# Мореходные качества судна

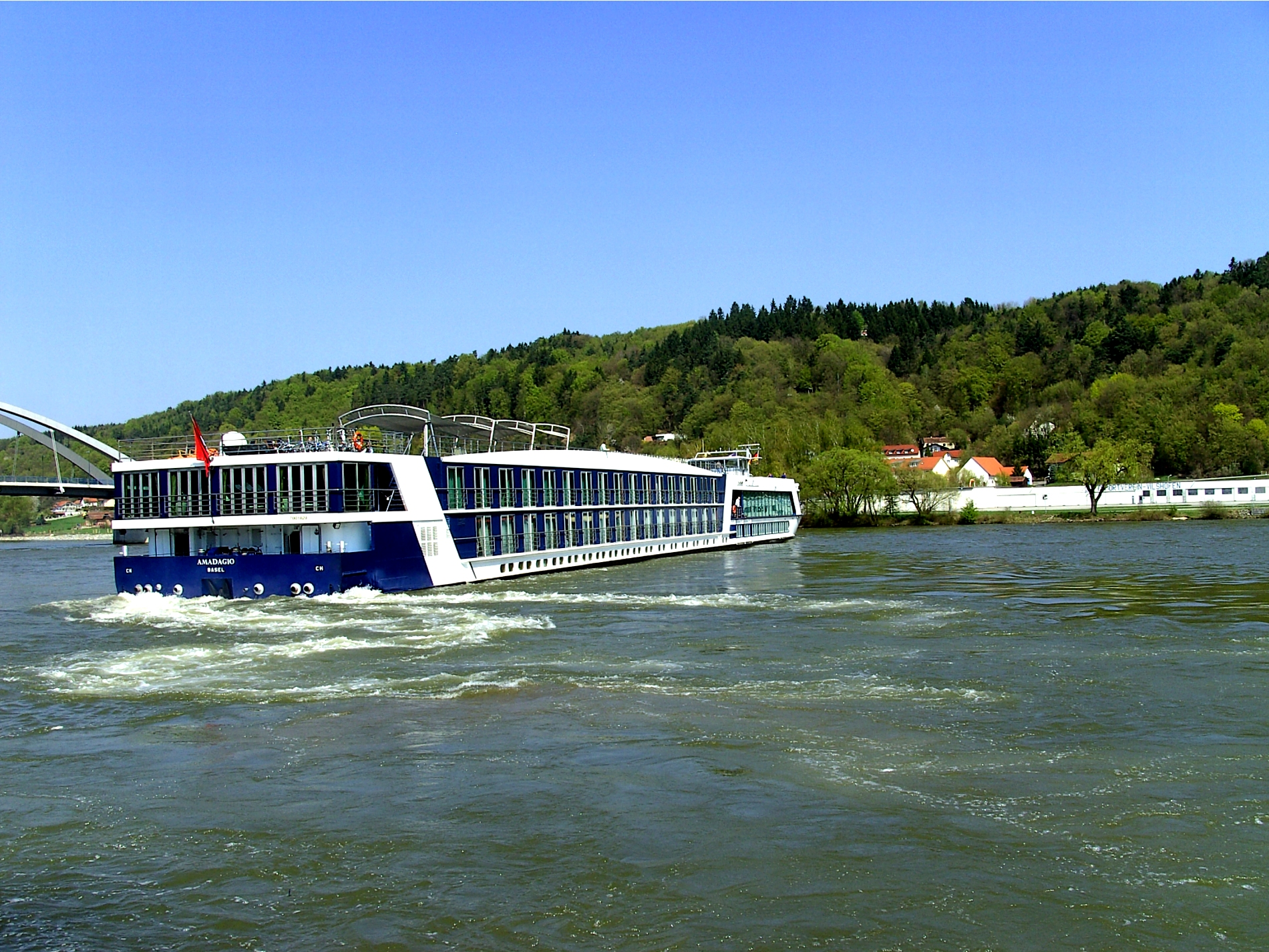
Низкобортное судно, имеющее высокую остойчивость и малый запас плавучести, способное активно маневрировать в мелководных речных и озёрных акваториях

Морехо́дные ка́чества су́дна (корабля́) — качества судна (корабля), которые определяют его способность безопасно совершать плавание при любом состоянии моря и любой погоде, а также сохраняя живучесть в случае повреждения. 
Мореходные качества (мореходность) корабля, судна являются предметом изучения науки под названием «теория корабля».

## Мореходные качества
- Мореходность — совокупность качеств, определяющих способность ходить и использовать механизмы и оборудование до определённых условий моря: высоты волны и силы ветра. Мореходность корабля определяется, в первую очередь, характером его качки. Включает в себя:
  - Всхожесть на волну — способность преодолевать волну (особенно штормовую) без опасных последствий (например без зарывания). Зависит от обводов и высоты борта в носовой части.
  - Заливаемость — количество воды, принимаемой на палубу и надстройки при определённом состоянии моря.
  - Забрызгиваемость — количество брызг, принимаемых на палубу и надстройки при определённом состоянии моря.
  - Ветрозащищённость — условия эксплуатации судна и работы экипажа при заданной силе ветра.
- Остойчивость — способность судна, отклоненного внешними силами от положения равновесия и предоставленного самому себе, вновь возвращаться к положению равновесия[1]. Речное судно должно обладать максимально возможной начальной остойчивостью, чтобы бортовое давление ветра или смещение груза (например, собравшиеся на одном борту пассажиры) не могли привести к затоплению нижних палуб и открытых иллюминаторов. Остойчивость морского судна существенно влияет на величину размаха и резкость качки, уменьшение которых достигается только при снижении начальной остойчивости[2]. Способность судна возвращаться в положения покоя по прекращении воздействия на него кренящих сил, называется поперечной остойчивостью[3]. Когда судно сидит так, что его расчетная ватерлиния не параллельна действительной в продольном направлении, то, значит, у судна имеется дифферент на нос или на корму[3].
- Плавучесть — способность судна ходить при заданной нагрузке, имея заданную осадку. Мерой плавучести служит водоизмещение. Объём водонепроницаемых отсеков выше ватерлинии называют запасом плавучести. По сути, это объём воды, который может принять судно сверх расчётной нагрузки до полной потери плавучести. На запас плавучести влияют высота надводного борта, наличие водонепроницаемых надстроек и целостность корпуса и надстроек. На судно в спокойном состоянии действуют две уравновешивающие друг друга силы: вес судна, направленный вертикально вниз, и сила давления воды на подводную часть его, направленную вертикально вверх[3]. Сила, которая действует на подводную часть корпуса судна называется силой плавучести[3]. Сила плавучести равна весу воды, вытесненной судном (см. закон Архимеда[3]). Вес воды, который вытеснило судно, называют весовым водоизмещением или просто водоизмещением[3].

Запас плавучести отрицательно сказывается на возможности удержания курса, ходкости и мореходности судна в штормовых условиях плавания в целом, так как излишний надводный объём подвергается прямому силовому воздействию штормовых волн, что приводит к усилению всех видов качки, и, как следствие, потере хода и частой зарываемости носовой палубы судна под встречные волны. Возможна гидродинамическая компенсация внешних сил со стороны интенсивных трохоидальных гребней волн штормовой природы открытого моря, что обеспечивается построением специальной формы корпуса, и обычно характеризуется заужением оконечностей судна, завалом внутрь форштевня и бортов в средней части корпуса, устройством узкой крейсерской кормы.
- Ходкость — способность судна поддерживать скорость хода и манёвренность на заданных курсах относительно морского волнения и ветра, при условии удовлетворительной обитаемости для экипажа и пассажиров, сохранности грузов и должной работоспособности всех бортовых устройств и механизмов. Зависит от мощности главных механических двигателей или эффективности парусного вооружения. Как показатель эффективности морского судна связывается уровнем сохранения хода в реальных штормовых и ледовых условиях плавания, что обусловливается возможностью использования полной мощности главных машин или эффективной площади парусного вооружения в условиях интенсивного волнения и шквальных ветров.[4][2]
- Качка — регулярные поступательные (вертикальная, поперечная и поступательная) и вращательные (бортовая, килевая и рыскание) колебания корпуса судна под внешним силовым воздействием со стороны морского волнения и зыби.[1] Снижение мореходности судна связано с развитием бортовой и килевой качки, грозящих смещением грузов, разрушением внутрикорпусных связей и срывом тяжёлых механизмов с фундаментов вследствие ускорений и ударных нагрузок в штормовом плавании. Суммарное действие килевой и вертикальной качки способно привести в состояние невесомости тяжёлые грузы в носовых трюмах, что при удвоении (2•g) ускорения в обратной фазе штормового колебания корпуса будет угрожать опасными деформациями и нарушением герметичности обшивки корпуса.
- Непотопляемость — способность корабля оставаться на плаву и не опрокидываться в условиях, когда один или несколько его отсеков затоплены водой. Непотопляемость обеспечивается запасом плавучести, остойчивостью, целостностью корпуса и надстроек, наличием и состоянием водонепроницаемых переборок и палуб (платформ), разделяющих корпус корабля на отсеки, наличием средств борьбы с повреждениями, а также субъективными факторами (готовностью и умением команды вести борьбу за живучесть судна).[1]
- Управляемость — способность судна изменять или сохранять курс, по мере необходимости[4]. Управляемость является комплексным мореходным качеством и, в числе прочего, включает в себя вопросы:
  - Поворотливость — способность судна изменять направление своего движения при отклонении руля на какой-либо угол. Поворотливость характеризуется скоростью изменения курса и диаметром циркуляции. Чем меньше радиус циркуляции, тем лучше поворотливость[3].
  - Устойчивость на курсе (курсовая устойчивость) — способность судна сохранять неизменным направление своего движения без внешнего вмешательства.
  - Управляемость при ветре — может оказаться, что в условиях сильного ветра управляемость судна недостаточна.
  - Управляемость на мелководье — в условиях мелководья ухудшаются как поворотливость так и курсовая устойчивость судна.
  - Позиционирование судна в заданной точке — способность судна сохранять позицию без применения маршевой двигательной системы.
  - Движение судна при действии подруливающего устройства.
  - Активное торможение (реверс) судна — торможение судна за счёт работы маршевой двигательной установки в режиме «полный назад», а также скорость такого торможения и тормозной путь судна.
  - Циркуляция — способность судна идти по окружности при смещении и блокировке руля относительно прямолинейного курса[3].

## Факторы, влияющие на мореходные качества
Мореходные качества существенно зависят от соотношения условий плавания (например высота, длина и период волн, скорость ветра) и линейных размеров и веса судна, а также от его архитектуры, формы обводов, нагрузки и других параметров.
При конструировании судна задачи обеспечения различных мореходных качеств могут противоречить друг другу. Достижение хороших мореходных качеств является сложной конструкторской задачей и зависит в большей степени от опыта и интуиции конструктора.
Мореходные качества судна, и особенно боевого корабля, не следует путать ни с техническими требованиями, ни с тактико-техническими элементами. Те и другие диктуются назначением и ожидаемым способом применения. Они являются предметом отдельных дисциплин.